# Peperomia liclicensis
Peperomia liclicensis är en pepparväxtart som beskrevs av Pino & Klopf.. Peperomia liclicensis ingår i släktet peperomior, och familjen pepparväxter. Inga underarter finns listade i Catalogue of Life.